# Xiomara Zelaya
Xiomara Hortencia Zelaya Castro (Catacamas, Olancho, 14 de enero de 1985), también conocida como Pichu Zelaya, es una política hondureña que se desempeña como diputada del Congreso Nacional desde enero de 2022, perteneciente al partido Libertad y Refundación (Libre). Es la hija de los presidentes Manuel Zelaya y Xiomara Castro. Es popularmente conocida por su apodo «Pichu».
En 2019, Zelaya fue propuesta como candidata presidencial por una facción de Libre para las elecciones generales de 2021; sin embargo, declinó por postularse a la presidencia y optó por buscar una diputación por el departamento de Francisco Morazán.